# Mary Lattimore
Mary Lattimore je americká harfenistka. Pochází ze Severní Karolíny a na harfu začala hrát ve svých jedenácti letech pod dohledem své matky, která na harfu hrála v symfonických orchestrech. Byla členkou uskupení The Valerie Project, které v roce 2007 vydalo své debutové album. To bylo koncipováno jako „alternativní soundtrack“ k československému filmu Valerie a týden divů (1970). Své první sólové album s názvem The Withdrawing Room vydala v roce 2013 (původně vyšlo nezávisle o rok dříve, a to pouze na audiokazetě pod eponymním titulem). Později vydala další alba, například Slant of Light (2014) ve spolupráci s Jeffem Zeiglerem. Během své kariéry hrála i na albech jiných hudebníků, mezi něž patří například Marissa Nadler, Thurston Moore, Heather McEntire a Kurt Vile.

## Diskografie
- The Withdrawing Room (2013)
- Slant of Light (2014) – s Jeffem Zeiglerem
- At the Dam ( 2016)
- Hundreds of Days (2018)